# Guy Laroche
Guy Laroche (franskt uttal: [ɡi laʁɔʃ]), född 16 juli 1921 i La Rochelle i Frankrike, död 17 februari 1989 i Paris, var en fransk modedesigner och grundare av företaget med samma namn.
Laroche började sin karriär inom hattmakeri och från 1949 arbetade Laroche för Jean Desses och blev till slut dennes assistent. 1955 besökte han USA för att undersöka nya ready-to-wear produktionsmetoder. 1956 eller 1957, grundade han en high-fashion ateljé på 37 avenue Franklin Roosevelt i Paris.
Hans första kollektion fick ett fördelaktigt mottagande, han återlanserade livfulla färger, så som rosa, orange, korall, topas och turkos. Hans kläder hade också djupa nackar och rygglinjer. Han var känd för att vara ödmjuk och vänlig - i motsats till många högdragna Parisdesigners - han designade haute couture, men praktiska kläder för kvinnor. För den amerikanska marknaden, var han den som först introducerade skilda plagg.
1961 flyttade han till en större bostad, ett radhus på 29 avenue Montaigne i Paris, öppnade en boutique där och introducerade sin första ready-to-wear-kollektion. 1966 lanserade han Fidji, sin första parfym för kvinnor, designade en ready-to-wear-kollektion för herrar samt öppnade en "Guy Laroche Monsieur"-boutique. 1972 öppnade han sin andra "Guy Laroche Monsieur"-boutique, på Faubourg Saint Honoré i Paris. 1974 lanserades Guy Laroche Diffusion, modehusets nya ready-to-wear-kollektion. Fler butiker öppnade i Frankrike och internationellt. 1985 fick modehuset haute couturens Golden Trimble-utmärkelsen för sin höst/vinter-kollektion. Den andra utmärkelsen fick modehuset för sin vår/sommar-kollektion 1989. 1987 gav Jacques Chirac, då premiärminister och borgmästare i Paris, Guy Laroche tjänstetecknet "Chevalier de l'Ordre de la Légion d'Honneur".
Laroche skapade också andra parfymer så som:
- 1970 Eau Folle, eau de toilette
- 1972 Drakkar, eau de toilette för herrar
- 1977 J'ai Osé
- 1982 Drakkar Noir, parfymserie för män som blir en internationell succé
- 1986 Clandestine, parfym för kvinnor
- 1993 Horizon, eau de toilette för herrar
- 1999 Drakkar Dynamik

Laroche dog i Paris den 17 februari 1989, vid en ålder av 67 år.
I november 2007 tog den fransk-svenska designern Marcel Marongiu över som Artistic Director på Guy Laroche, efter bland annat Angelo Tarlazzi, Michel Klein, och Alber Elbaz.